# Denov
Denov (em russo: Денау; romaniz.: Denau; em tajique: Деҳнав; romaniz.: Dehnav) é uma cidade da província de Surcã Dária (Surxondaryo) do sudeste do Usbequistão, situada nos montes Gissar, junto à fronteira com o Tajiquistão. É a capital do distrito homónimo em 2015 tinha 114 090 habitantes. O seu nome em russo, que ainda é de uso comum, deriva da palavra tajique деҳнав, que significa "aldeia nova".

## História
A zona de Denov fez parte da região histórica de Chaganiã, pelo que teve grande autonomia desde a Alta Idade Média até ao início do século XX, embora nominalmente tivesse feito parte de diversos estados, os últimos deles o Canato e o Emirado de Bucara, como os quais tinha algumas relações com a "capital oriental" Gissar (ou Hissor, atualmente no Tajiquistão) e aos quais pagava impostos e fornecia soldados e mulheres belas para o harém do cã. Foi uma área onde eram frequentes as rebeliões e onde usualmente havia muitos bandidos, que infestavam as montanhas. Em 1880, o emir de Bucara praticamente destruiu a cidade durante uma expedição punitiva. Mais tarde, na primeira metade do século XX, após 1917, durante a Guerra Civil Russa e anos seguintes, os guerrilheiros basmachis tomaram o lugar dos bandidos nas montanhas vizinhas.
As primeiras fonets históricas que mencionam cidade são do século XVII e descrevem-na como um grande centro de prdoução artesanal, nomeadamente ferramentas e armas, joias, cerâmica e vasilhame de metal. Nos séculos XIX e XX entrou em decadência. Entre 1925 e 1930 foi o centro administrativo da região de Surcã Dária. Em 1928–1932, a construção da linha férrea entre Jarkurgan e Duchambé, que passa em Denov, contribuiu para o desenvolvimento industrial, principalmente de atividades ligadas à agricultura.

## Geografia e economia
A cidade situa-se 140 km a nor-nordeste de Termez, a capital provincial, 360 km a sudeste de Samarcanda, 570 km a sul-sudoeste de Tasquente e 100 km a oeste–sudoeste de Duchambé, a capital do Tajiquistão (distâncias por estrada). É a cidade mais próxima dos sítios arqueológicos de Khalchayan e Dalverzim Tepe, que floresceram principalmente durante o período cuchana (30–375 d.C.).
Denov encontra-se num vale montanhoso de clima subtropical, limitado a norte e a leste pela cordilheira de Gissar e a oeste pela cordilheira de Chulbair. Devido a ser servida pela estrada internacional que liga um posto fronteiriço importante com o Tajiquistão, é um polo de regional de transportes. O rio Sangardak atravessa a cidade, antes de desaguar no Surcã Dária cerca de 10 km a sudeste de Denov.
A economia local baseia-se sobretudo no comércio com o Tajiquistão e na agricultura, a qual é favorecida pelo clima ameno do vale em que se situa. Um dos vários produtos agrícolas regionais é o vinho. As indústrias mais importantes estão ligadas à agricultura, nomeadamente à cultura de algodão, reparação de motores e fabrico de tijolos. Na cidade há um instituto de investigação em horticultura e vitivinicultura.

## Principais atrações turísticas

### Madraça Saíde Atalique
Construída na segunda metade do século XVI, a Madraça (Sayyid Atalik) é uma das maiores madraças da Ásia Central. No século XVII foi descrita pelo historiador de Balque Mamude ibne Vali na sua enciclopédia geográfica. Originalmente fazia parte dum conjunto monumental kosh e até ao início do século XX havia uma madraça de menores dimensões no mesmo eixo da Saíde Atalique.
A madraça tem planta retangular, alongada na direção norte-sul. O pátio central é rodeado por dois andares de lógias onde se encontra as hujras (celas-dormitório dos estudantes). O nicho do ivã (portal) principal é incomum pois tem a forma dum semioctaedro. No parte interior há uma série de cúpulas baixas e decorações ghanch (pedra semelhante a alabastro esculpida).
O edifício funcionou como escola islâmica até 1935, quando foi encerrada pelas autoridades soviéticas. Reabriu brevemente como madraça entre 1991 e 1997, quando foi fechada para ser restaurada. Depois foi classificada como monumento histórico e por isso pode ser visitada por não muçulmanos, apesar das obras de restauro não terem chegado a ser concluídas por falta de verbas.

### Arboreto R. Shreder
Situado a sul do centro de Denov, o Arboreto R. Shreder tem mais de mil espécies de plantas nativas e não nativas, que foram sendo colecionadas por cientistas e oferecidas por visitantes oficiais. Ali se encontram árvores, ervas e flores comuns indígenas do Usbequistão e outras espécies não nativas, como árvores-da-borracha, bambu, sequóias e uma coleção notável de diospireiros.

### Fortaleza de Iurchi
Situada a 8 km da cidade, na estrada para Termez, Iurchi (ou Yurchi) é uma fortaleza feudal arruinada do século X, feita em adobe, que em tempos teve uma torre impressionante.